# Mégrine (délégation)
Mégrine est une délégation tunisienne dépendant du gouvernorat de Ben Arous.
En 2004, elle compte 24 031 habitants dont 11 924 hommes et 12 107 femmes répartis dans 5 995 ménages et 6 511 logements.